# Ophiotreta larissae
Ophiotreta larissae är en ormstjärneart som först beskrevs av Baker 1979.  Ophiotreta larissae ingår i släktet Ophiotreta och familjen knotterormstjärnor. Inga underarter finns listade i Catalogue of Life.